# Iglesia de Santa Catalina (San Petersburgo)
La iglesia de Santa Catalina o iglesia católica de Santa Catalina (del ruso: Католическая церковь Святой Екатерины) se localiza en la ciudad de San Petersburgo en Rusia, se trata de una de las iglesias católicas más antiguas en ese país. Es parte de la arquidiócesis de Moscú encabezada por monseñor Paolo Pezzi. Está situada en la avenida Nevsky. El 12 de diciembre de 1705 Pedro el Grande firmó una carta que permitía la construcción de iglesias católicas en Rusia. La iglesia en sí (aunque no el edificio con el que se asocia hoy) fue fundada en 1710.
En la década de 1760, el arquitecto francés Jean-Baptiste Vallin de la Mothe dibujó los diseños para la iglesia, pero regresó a Francia en 1775 y el proyecto quedó en manos del arquitecto italiano Antonio Rinaldi. El 7 de octubre de 1783, la iglesia fue terminada. Debido a que la emperatriz era en ese entonces Catalina II de Rusia (también conocida como Catalina la Grande), la iglesia lleva el nombre de Santa Catalina de Alejandría. En 2013 fue declarada por el papa Francisco como una basílica menor, siendo el primer templo católico de Rusia en obtener dicho título.